# Antonio Lante Montefeltro della Rovere (1737-1817)
Antonio Lante Montefeltro della Rovere (Roma, 17 dicembre 1737 – Roma, 23 ottobre 1817) è stato un cardinale italiano.
Fu nominato cardinale della Chiesa cattolica da papa Pio VII.

## Biografia
Nacque a Roma il 17 dicembre 1737 da Filippo Lante Montefeltro della Rovere, IV duca di Bomarzo, e Virginia Altieri, prima moglie del padre. Era fratellastro del cardinale Alessandro.
Papa Pio VII lo elevò al rango di cardinale nel concistoro del 28 luglio 1816.
Morì il 23 ottobre 1817 all'età di 79 anni a Roma.

## Albero genealogico
|                                                              |                                       |                                            | Genitori                                      |  |  | Nonni |  |  | Bisnonni                                                   |  |  | Trisnonni                                                  |  |
|                                                              |                                       |                                            |                                               |  |  |       |  |  | Antonio Lante Montefeltro della Rovere, II duca di Bomarzo |  |  | Ippolito Lante Montefeltro della Rovere, I duca di Bomarzo |  |
|                                                              |                                       |                                            |                                               |  |  |       |  |  | Antonio Lante Montefeltro della Rovere, II duca di Bomarzo |  |  | Ippolito Lante Montefeltro della Rovere, I duca di Bomarzo |  |
|                                                              |                                       | Maria Cristina d'Altemps                   |                                               |  |  |       |  |  | Antonio Lante Montefeltro della Rovere, II duca di Bomarzo |  |  |                                                            |  |
| Ludovico Lante Montefeltro della Rovere, III duca di Bomarzo |                                       |                                            |                                               |  |  |       |  |  | Antonio Lante Montefeltro della Rovere, II duca di Bomarzo |  |  |                                                            |  |
|                                                              |                                       | Louise Angelique Charlotte de La Trémoille | Louis II de La Trémoille, duca di Noirmoutier |  |  |       |  |  |                                                            |  |  |                                                            |  |
|                                                              |                                       | Louise Angelique Charlotte de La Trémoille | Louis II de La Trémoille, duca di Noirmoutier |  |  |       |  |  |                                                            |  |  |                                                            |  |
|                                                              |                                       | Louise Angelique Charlotte de La Trémoille | Renée Julie Aubéry de Tilleport               |  |  |       |  |  |                                                            |  |  |                                                            |  |
| Filippo Lante Montefeltro della Rovere, IV duca di Bomarzo   |                                       | Louise Angelique Charlotte de La Trémoille |                                               |  |  |       |  |  |                                                            |  |  |                                                            |  |
|                                                              |                                       | Guido Vaini, I principe di Cantalupo       | Domenico Vaini, marchese di Vacone            |  |  |       |  |  |                                                            |  |  |                                                            |  |
|                                                              |                                       | Guido Vaini, I principe di Cantalupo       | Domenico Vaini, marchese di Vacone            |  |  |       |  |  |                                                            |  |  |                                                            |  |
|                                                              |                                       | Guido Vaini, I principe di Cantalupo       | Margherita Mignanelli                         |  |  |       |  |  |                                                            |  |  |                                                            |  |
| Angela Vaini                                                 |                                       | Guido Vaini, I principe di Cantalupo       |                                               |  |  |       |  |  |                                                            |  |  |                                                            |  |
|                                                              |                                       | Maria Anna Ceuli                           | Tiberio Ceuli                                 |  |  |       |  |  |                                                            |  |  |                                                            |  |
|                                                              |                                       | Maria Anna Ceuli                           | Tiberio Ceuli                                 |  |  |       |  |  |                                                            |  |  |                                                            |  |
|                                                              |                                       | Maria Anna Ceuli                           | Violante Crescenzi                            |  |  |       |  |  |                                                            |  |  |                                                            |  |
| Antonio Lante Montefeltro della Rovere                       |                                       | Maria Anna Ceuli                           |                                               |  |  |       |  |  |                                                            |  |  |                                                            |  |
|                                                              | Gaspare Altieri, I principe di Oriolo | Angelo Paluzzi Albertoni                   |                                               |  |  |       |  |  |                                                            |  |  |                                                            |  |
|                                                              | Gaspare Altieri, I principe di Oriolo | Angelo Paluzzi Albertoni                   |                                               |  |  |       |  |  |                                                            |  |  |                                                            |  |
|                                                              | Gaspare Altieri, I principe di Oriolo | Vittoria Parabiacca                        |                                               |  |  |       |  |  |                                                            |  |  |                                                            |  |
| Emilio Altieri, II principe di Oriolo                        | Gaspare Altieri, I principe di Oriolo |                                            |                                               |  |  |       |  |  |                                                            |  |  |                                                            |  |
|                                                              |                                       | Laura Caterina Altieri                     | Antonio Maria Altieri                         |  |  |       |  |  |                                                            |  |  |                                                            |  |
|                                                              |                                       | Laura Caterina Altieri                     | Antonio Maria Altieri                         |  |  |       |  |  |                                                            |  |  |                                                            |  |
|                                                              |                                       | Laura Caterina Altieri                     | Maria Virginia Carpegna                       |  |  |       |  |  |                                                            |  |  |                                                            |  |
| Maria Virginia Altieri                                       |                                       | Laura Caterina Altieri                     |                                               |  |  |       |  |  |                                                            |  |  |                                                            |  |
|                                                              |                                       | Agostino Chigi, I principe di Campagnano   | Augusto Chigi                                 |  |  |       |  |  |                                                            |  |  |                                                            |  |
|                                                              |                                       | Agostino Chigi, I principe di Campagnano   | Augusto Chigi                                 |  |  |       |  |  |                                                            |  |  |                                                            |  |
|                                                              |                                       | Agostino Chigi, I principe di Campagnano   | Olimpia Della Ciaia                           |  |  |       |  |  |                                                            |  |  |                                                            |  |
| Costanza Chigi                                               |                                       | Agostino Chigi, I principe di Campagnano   |                                               |  |  |       |  |  |                                                            |  |  |                                                            |  |
|                                                              |                                       | Maria Virginia Borghese                    | Paolo Borghese                                |  |  |       |  |  |                                                            |  |  |                                                            |  |
|                                                              |                                       | Maria Virginia Borghese                    | Paolo Borghese                                |  |  |       |  |  |                                                            |  |  |                                                            |  |
|                                                              |                                       | Maria Virginia Borghese                    | Olimpia Aldobrandini                          |  |  |       |  |  |                                                            |  |  |                                                            |  |
|                                                              |                                       | Maria Virginia Borghese                    |                                               |  |  |       |  |  |                                                            |  |  |                                                            |  |